# История Белоомута

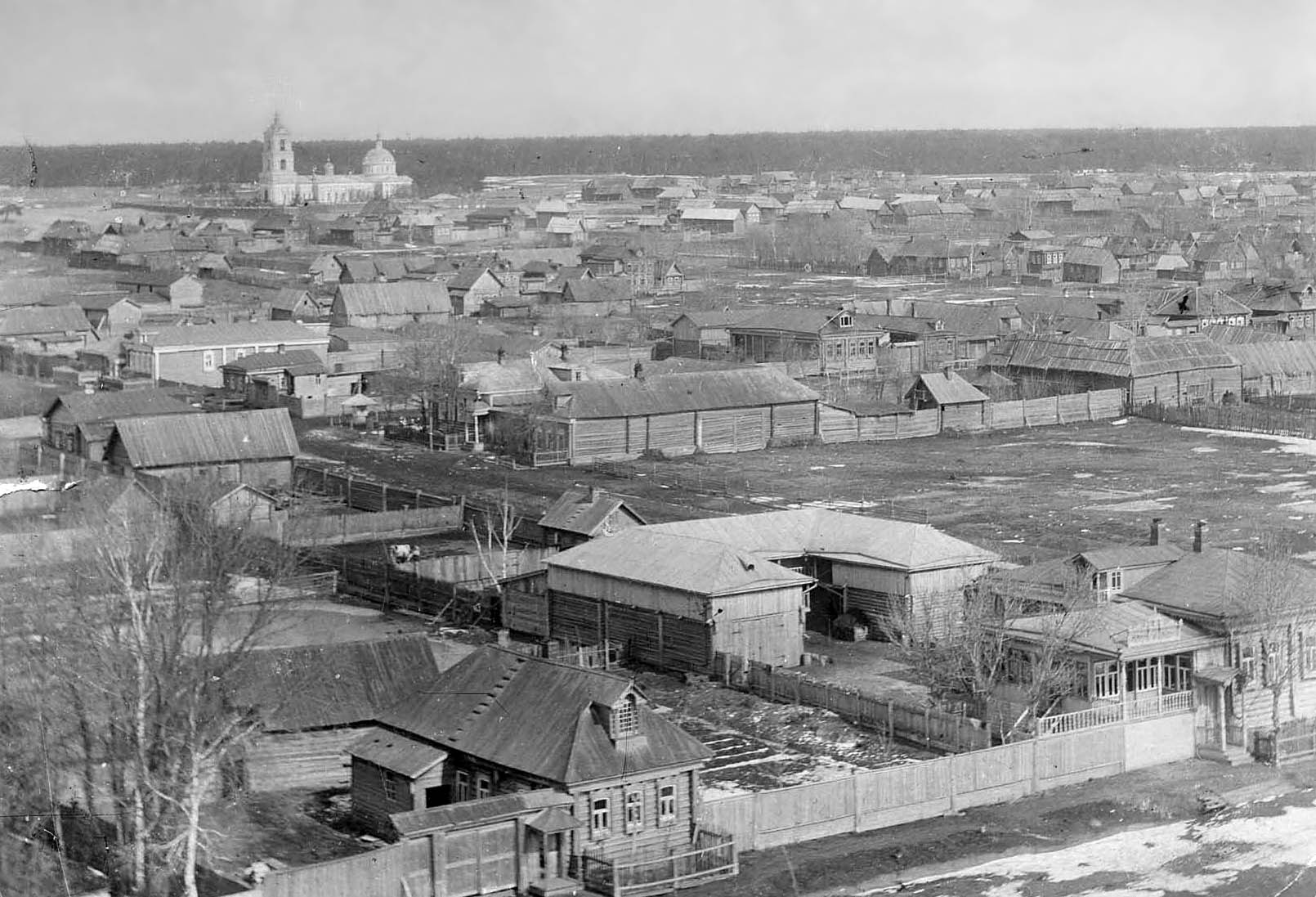
Белоомут начала XX века с колокольни храма Преображения

Белоомут — посёлок городского типа Луховицкого района Московской области, расположенный на левом берегу реки Оки. Образован в XX веке из двух больших сел: Верхний Белоомут и Нижний Белоомут.

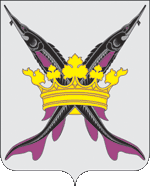
Герб городского поселения Белоомут

## Древнее время
В VI—VIII веках по берегам реки Оки расселяются вятичи — восточнославянский племенной союз, вытеснивший и частично смешавшийся с автохтонным финно-угорским населением.
Около 965 года в результате похода великого князя киевского Святослава вятичи были временно подчинены Киевской Руси.

## XI—XVI века
- XII—XVI века — земли, на которых расположен современный Белоомут, входили в состав Великого княжества Рязанского
- 1521 год — включение земель Великого княжества Рязанского в состав Великого княжества Московского
- 1597 год — первое документальное упоминание о селе Белоомут

## XVII век
- В XVII веке и первой половине XVIII века Белоомут был дворцовым селом.
- Во второй половине XVII века село Белоомут разделилось на две части — Борковскую и Комаревскую, позже получивших названия Нижний и Верхний Белоомут[1].
- 1616 год — первое упоминание о деревянной церкви Преображения
- 1674 год — первое упоминание о деревянной церкви Трёх Святителей[2]

## XVIII век
- 1708 год — сёла Верхний и Нижний Белоомут в составе Московской губернии
- 1719 год — сёла Верхний и Нижний Белоомут в составе Переславль-Рязанской провинции Московской губернии
- 1796 год — сёла Верхний и Нижний Белоомут в составе самостоятельной Рязанской губернии
- 1762 год — Белоомут пожалован офицеру Преображенского полка Михаилу Баскакову[2]

## XIX век
- 1802 год — завершение строительства каменной церкви Преображения
- 1827 год — завершение строительства каменной церкви Трёх Святителей
- 1840 год — завершение строительства церкви Успения
- 1846 год — освобождение крестьян Верхнего Белоомута от крепостной зависимости помещиком Николаем Огарёвым
- Крестьяне села Нижний Белоомут находились в крепостной зависимости до 1861 года.
- 1885 год — создано предприятие по разработке торфа возле села Верхний Белоомут, более известное как «Каданок»[2]

## XX век
- 1929 год — территория Зарайского уезда Рязанской губернии была передана в состав новообразованной Московской области
- 1929 год — создание Белоомутского район Московской области
- 1929 год — открыта швейная фабрика, одно из крупнейших предприятий Московской области.
- 1931 год — ликвидация Белоомутского района, включение его территории в состав Горкского района Московской области
- 1933 год — закрытие церкви Преображения
- 1939 год — создание рабочего посёлка Белоомут
- 1991 год — возвращение верующим зданий церквей Трёх Святителей и Успения Пресвятой Богородицы[2]

## XXI век
- 2003 год — возвращение верующим здания церкви Преображения Господня
- 2004 год — создание муниципального образования городского поселения Белоомут
- 2017 год — упразднение муниципального образования городского поселения Белоомут. Территория бывшего поселения вошла в состав городского округа Луховицы.